# Viola gan-chouenensis
Viola gan-chouenensis är en violväxtart som beskrevs av Wilhelm Becker. Viola gan-chouenensis ingår i släktet violer, och familjen violväxter. Inga underarter finns listade i Catalogue of Life.